# Bruno Zambrini
Bruno Zambrini, né le 5 avril 1935 à Francavilla al Mare (Abruzzes), est un compositeur et producteur musical italien.
Zambrini est diplômé en composition au Conservatoire Sainte-Cécile. Dans les années 1960, il devient un compositeur à succès de chansons pop, signant notamment plusieurs succès de Gianni Morandi et La bambola de Patty Pravo,. Également actif en tant que producteur de disques, Zambrini a composé de nombreuses musiques de films, dont Fracchia contro Dracula (1985), et a souvent collaboré avec Andrea et Paolo Amati,. Il a été nommé deux fois au David di Donatello, en 2006 pour Notte prima degli esami et en 2009 pour Ex,.

## Chansons
| Année | Titre                                   | Auteur                             | Compositeur                              | Interprète                                        |
| ----- | --------------------------------------- | ---------------------------------- | ---------------------------------------- | ------------------------------------------------- |
| 1959  | Vorrei baciarti                         | Nisa                               | Bruno Zambrini et Carlo Alberto Rossi    | Joe Sentieri et Don Marino Barreto Junior         |
| 1962  | Le tue scale                            | Gianni Meccia                      | Bruno Zambrini                           | Gianni Meccia                                     |
| 1963  | Quando ci si vuol bene (come noi)       | Giorgio Calabrese                  | Bruno Zambrini et Elio Isola             | Arturo Testa et Joe Sentieri                      |
| 1963  | Lettera di un soldato                   | Domenico Modugno                   | Bruno Zambrini                           | Domenico Modugno                                  |
| 1964  | Io non ti ho saputo amare               | Franco Migliacci                   | Bruno Zambrini                           | Giancarlo Guardabassi                             |
| 1964  | Le tue nozze                            | Franco Migliacci                   | Bruno Zambrini                           | Edoardo Vianello                                  |
| 1964  | Sulamente 'a mia                        | Franco Migliacci                   | Bruno Zambrini                           | Giancarlo Guardabassi                             |
| 1964  | Gli occhi tuoi sono blu                 | Franco Migliacci                   | Bruno Zambrini                           | Peggy March                                       |
| 1964  | Se puoi uscire una domenica sola con me | Giancarlo Guardabassi              | Bruno Zambrini                           | Gianni Morandi                                    |
| 1964  | In ginocchio da te                      | Franco Migliacci                   | Bruno Zambrini                           | Gianni Morandi                                    |
| 1964  | Non son degno di te                     | Franco Migliacci                   | Bruno Zambrini                           | Gianni Morandi                                    |
| 1965  | Se non avessi più te                    | Franco Migliacci                   | Bruno Zambrini et Luis Bacalov           | Gianni Morandi                                    |
| 1965  | Ti vedo uscire                          | Franco Migliacci                   | Bruno Zambrini et Luis Bacalov           | Donatella Moretti                                 |
| 1965  | Il ballo della bussola                  | Franco Migliacci                   | Bruno Zambrini et Enrico Ciacci          | Dino                                              |
| 1965  | Torna torna torna                       | Franco Migliacci                   | Bruno Zambrini et Luis Bacalov           | Giancarlo Guardabassi                             |
| 1965  | Lui                                     | Franco Migliacci                   | Bruno Zambrini et Luis Bacalov           | Rita Pavone et Maria Cuomo                        |
| 1965  | Non m'importa più                       | Giancarlo Guardabassi              | Bruno Zambrini                           | Donatella Moretti                                 |
| 1965  | I ragazzi dello shake                   | Franco Migliacci                   | Bruno Zambrini et Luis Bacalov           | Gianni Morandi                                    |
| 1966  | Mi vedrai tornare                       | Franco Migliacci                   | Bruno Zambrini et Luis Bacalov           | Gianni Morandi                                    |
| 1966  | La fisarmonica                          | Franco Migliacci                   | Bruno Zambrini et Luis Bacalov           | Gianni Morandi                                    |
| 1966  | Notte di ferragosto                     | Franco Migliacci                   | Bruno Zambrini et Luis Bacalov           | Gianni Morandi                                    |
| 1966  | Chiaro di luna sul mare                 | Franco Migliacci                   | Bruno Zambrini et Luis Bacalov           | Donatella Moretti                                 |
| 1966  | Era più di un anni                      | Franco Migliacci                   | Bruno Zambrini et Luis Bacalov           | Donatella Moretti                                 |
| 1966  | Povera piccola                          | Franco Migliacci                   | Bruno Zambrini et Gian Claudio Mantovani | Gianni Morandi                                    |
| 1967  | Un mondo d'amore                        | Franco Migliacci                   | Bruno Zambrini et Sante Maria Romitelli  | Gianni Morandi                                    |
| 1967  | Questa vita cambierà                    | Franco Migliacci                   | Bruno Zambrini et Luis Bacalov           | Gianni Morandi                                    |
| 1967  | Dammi la mano per ricominciare          | Franco Migliacci                   | Bruno Zambrini et Luis Bacalov           | Gianni Morandi                                    |
| 1967  | Mille e una notte                       | Franco Migliacci                   | Bruno Zambrini et Luis Bacalov           | Gianni Morandi                                    |
| 1967  | Di riffe e di raffe                     | Franco Migliacci                   | Bruno Zambrini et Luis Bacalov           | Paolo Poli et I "Cantori moderni" di Alessandroni |
| 1967  | Botolabò                                | Franco Migliacci                   | Bruno Zambrini et Luis Bacalov           | Gianni Morandi et Gianni Meccia                   |
| 1967  | Canzone del pinguino                    | Franco Migliacci                   | Bruno Zambrini et Luis Bacalov           | Gianni Morandi et Franco Latini                   |
| 1967  | È dolce dare la buonanotte              | Franco Migliacci                   | Bruno Zambrini et Luis Bacalov           | Gianni Morandi et Nada (en 1970)                  |
| 1967  | Mandalo giù                             | Franco Migliacci                   | Bruno Zambrini et Luis Bacalov           | Mina                                              |
| 1967  | Israel                                  | Franco Migliacci                   | Bruno Zambrini et Ruggero Cini           | Gianni Morandi                                    |
| 1968  | La bambola                              | Franco Migliacci                   | Bruno Zambrini et Ruggero Cini           | Patty Pravo                                       |
| 1968  | Chimera                                 | Franco Migliacci                   | Bruno Zambrini                           | Gianni Morandi                                    |
| 1968  | Quand'ero piccola                       | Franco Migliacci                   | Bruno Zambrini et Luis Bacalov           | Mina                                              |
| 1968  | Una sola verità                         | Franco Migliacci                   | Bruno Zambrini et Mauro Lusini           | Gianni Morandi                                    |
| 1969  | Bada bambina                            | Franco Migliacci                   | Bruno Zambrini                           | Little Tony et Mario Zelinotti                    |
| 1969  | Scende la notte, sale la luna           | Gianni Meccia                      | Bruno Zambrini                           | Patty Pravo                                       |
| 1969  | Concerto per Patty                      | Gianni Meccia                      | Bruno Zambrini                           | Patty Pravo                                       |
| 1969  | Centomila Violoncelli                   | Gianni Meccia                      | Bruno Zambrini                           | Italo Ianne                                       |
| 1971  | Io chi sono io                          | Gianni Meccia                      | Bruno Zambrini et Gianni Meccia          | Gianni Meccia                                     |
| 1971  | Te la dico                              | Gianni Meccia                      | Bruno Zambrini                           | Annibale                                          |
| 1972  | Un letto e una coperta                  | Gianni Meccia                      | Bruno Zambrini                           | I Cugini di Campagna                              |
| 1972  | L'uva è nera                            | Gianni Meccia                      | Bruno Zambrini et Ivano Michetti         | I Cugini di Campagna                              |
| 1972  | Simba né né                             | Gianni Meccia                      | Bruno Zambrini                           | I Cugini di Campagna                              |
| 1972  | Come to Canterbury                      | Gianni Meccia                      | Bruno Zambrini                           | I Cugini di Campagna                              |
| 1972  | Tirin Tiron                             | Gianni Meccia et Italo Alfaro      | Bruno Zambrini                           | I Cugini di Campagna                              |
| 1975  | Adesso basti tu                         | Gianni Meccia                      | Bruno Zambrini                           | Gabriella Sanna                                   |
| 1975  | Sei forte papà                          | Stefano Jurgens                    | Bruno Zambrini                           | Gianni Morandi                                    |
| 1976  | Per poter vivere                        | Stefano Jurgens                    | Bruno Zambrini                           | Gianni Morandi                                    |
| 1976  | E sei così grande                       | Gianni Meccia                      | Bruno Zambrini et Gianni Meccia          | Gianni Meccia                                     |
| 1976  | Un tubetto di dentifricio               | Gianni Meccia                      | Bruno Zambrini et Gianni Meccia          | Gianni Meccia                                     |
| 1978  | In cambio che mi dai                    | Stefano Jurgens                    | Bruno Zambrini                           | Gianni Morandi                                    |
| 1978  | Il leone                                | Stefano Jurgens et Franco Torti    | Bruno Zambrini et Gianni Meccia          | Corrado                                           |
| 1980  | La canzone di Charlotte                 | Stefano Jurgens                    | Bruno Zambrini et Gianni Meccia          | I papaveri blu                                    |
| 1980  | A cavallo con Tex                       | Stefano Jurgens                    | Bruno Zambrini et Gianni Meccia          | I papaveri blu                                    |
| 1983  | Il gioco della musica                   | Gianni Meccia                      | Bruno Zambrini                           | Gianni Meccia                                     |
| 1983  | Scivolare                               | Stefano Jurgens et Gianni Meccia   | Bruno Zambrini                           | Gianni Meccia                                     |
| 1983  | Mai più cattivi pensieri!               | Stefano Jurgens et Gianni Meccia   | Bruno Zambrini                           | Gianni Meccia                                     |
| 1983  | Che piacere fa                          | Stefano Jurgens et Gianni Meccia   | Bruno Zambrini                           | Gianni Meccia                                     |
| 1983  | Lupo di mare                            | Gianni Meccia                      | Bruno Zambrini                           | Gianni Meccia                                     |
| 1983  | Barbi                                   | Stefano Jurgens et Gianni Meccia   | Bruno Zambrini                           | Gianni Meccia                                     |
| 1994  | Margheritando il cuore                  | Assolo                             | Bruno Zambrini                           | Ambra Angiolini                                   |
| 1995  | In amore                                | Duchesca                           | Bruno Zambrini                           | Gianni Morandi et Barbara Cola                    |
| 1999  | Nel cuore lei                           | Adelio Cogliati et Eros Ramazzotti | Bruno Zambrini                           | Andrea Bocelli et Eros Ramazzotti                 |
| 2012  | Com'è bello far l'amore                 | Marco Adami et Fausto Brizzi       | Bruno Zambrini                           | Patty Pravo                                       |